# Lempäälä
Lempäälä (in svedese Lembois) è un comune finlandese di 24580 abitanti, situato nella regione del Pirkanmaa.